# Ibitirama
Ibitirama is een gemeente in de Braziliaanse deelstaat Espírito Santo. De gemeente telt 9.238 inwoners (schatting 2009).

## Aangrenzende gemeenten
De gemeente grenst aan Alegre, Divino de São Lourenço, Dores do Rio Preto, Guaçuí, Iúna, Muniz Freire en Alto Caparaó (MG).